# Not of This Earth (Joe Satriani)
Not of This Earth è il primo album di Joe Satriani, pubblicato nel 1986.

## Tracce
Tutti i brani sono di Joe Satriani ad eccezione di Memories, scritto da John Cuniberti e Joe Satriani.
1. Not of This Earth - 3:55
2. The Snake - 4:40
3. Rubina - 5:50
4. Memories - 4:00
5. Brother John - 2:07
6. The Enigmatic - 3:25
7. Driving at Night - 3:30
8. Hordes of Locusts - 4:55
9. New Day - 3:56
10. Headless Horseman - 1:50

## Formazione
- Joe Satriani – chitarra, basso, tastiere, percussioni
- Jeff Campitelli – batteria, percussioni
- John Cuniberti – percussioni